# Helena Gualinga
Sumak Helena Sirén Gualinga (territorio Sarayaku, provincia de Pastaza, 27 de febrero de 2002) es una activista ecuatoriana de ascendencia sueco-finlandesa, perteneciente a la comunidad Quichua Sarayaku que ha participado en cumbres internacionales sobre el medio ambiente.

## Biografía
Helena Gualinga nació el 27 de febrero de 2002, es de la comunidad Kichwa Sarayaku, ubicada en la provincia de Pastaza, Ecuador y sus padres son, el sueco-finlandés Anders Sirén, profesor del Departamento de Geografía y Geología en la Universidad de Turku, y la indígena ecuatoriana Noemí Gualinga, quien fue presidenta de la asociación de mujeres Kiwcha. Su hermana mayor es la activista Nina Gualinga, su tía es Patricia Gualinga y su abuela Cristina Gualinga, mujeres amazónicas que han luchado por los derechos indígenas y el derecho de proteger a la madre tierra. Helena ha vivido en los territorios Sarayaku en la provincia de Pastaza, Ecuador; y la mayor parte de su adolescencia en Pargas y luego en Turku, en la costa suroeste de Finlandia, debido al vínculo familiar de su padre, donde estudia la secundaria en la Escuela Catedral.
Desde muy pequeña ha presenciado como toda su familia se ha enfrentado a las grandes compañías petroleras que han llegado a su pueblo sin previo aviso, en una lucha para proteger su territorio del daño ambiental, que dichas empresas ocasionan, por lo que toda su familia ha sido perseguida por años. El conflicto de su familia contra las grandes corporaciones y los gobernantes ecuatorianos, se volvió sangriento, donde incluso las principales figuras de la comunidad han perdido la vida. Helena nació en medio de este problema el cual ha mencionado no haber sido una elección para ella, sin embargo ha manifestado al medio Yle, que cree que esto es una oportunidad que debe aprovecharse.

### Activismo
El problema que su comunidad Sarayaku atraviesa contra las petroleras, ha llevado a Helena realizar un activismo para darle voz a su comunidad, llevando el mensaje hacia adelante, hablando de esto en escuelas y discutiendo sobre el tema con jóvenes locales, animándolos a participar en sus propios pueblos y cooperar alrededor de Ecuador. Ella ha manifestado que los ancianos han visto un gran cambio en el clima de la Amazonía, tales como la desertificación, los incendios forestales o la fusión de los picos nevados en las montañas, además de inundaciones que causan devastación y enfermedades una vez cada veinte años, ahora llega a ocurrir hasta cuatro veces al año. Con esto Helena explica que los ancianos se han dado cuenta de los grandes cambios que aunque no tengan el conocimiento científico, lo tienen de primera mano.
Mientras se realizaba la Cumbre sobre la Acción Climática ONU de 2019, en la sede de la ONU, en Nueva York, Estados Unidos, Helena se encontraba a las afueras junto a cientos de jóvenes de todo el mundo que expresaban su preocupación por el cambio climático, mientras sostenía un letrero que decía "sangre indígena, ni una sola gota más".

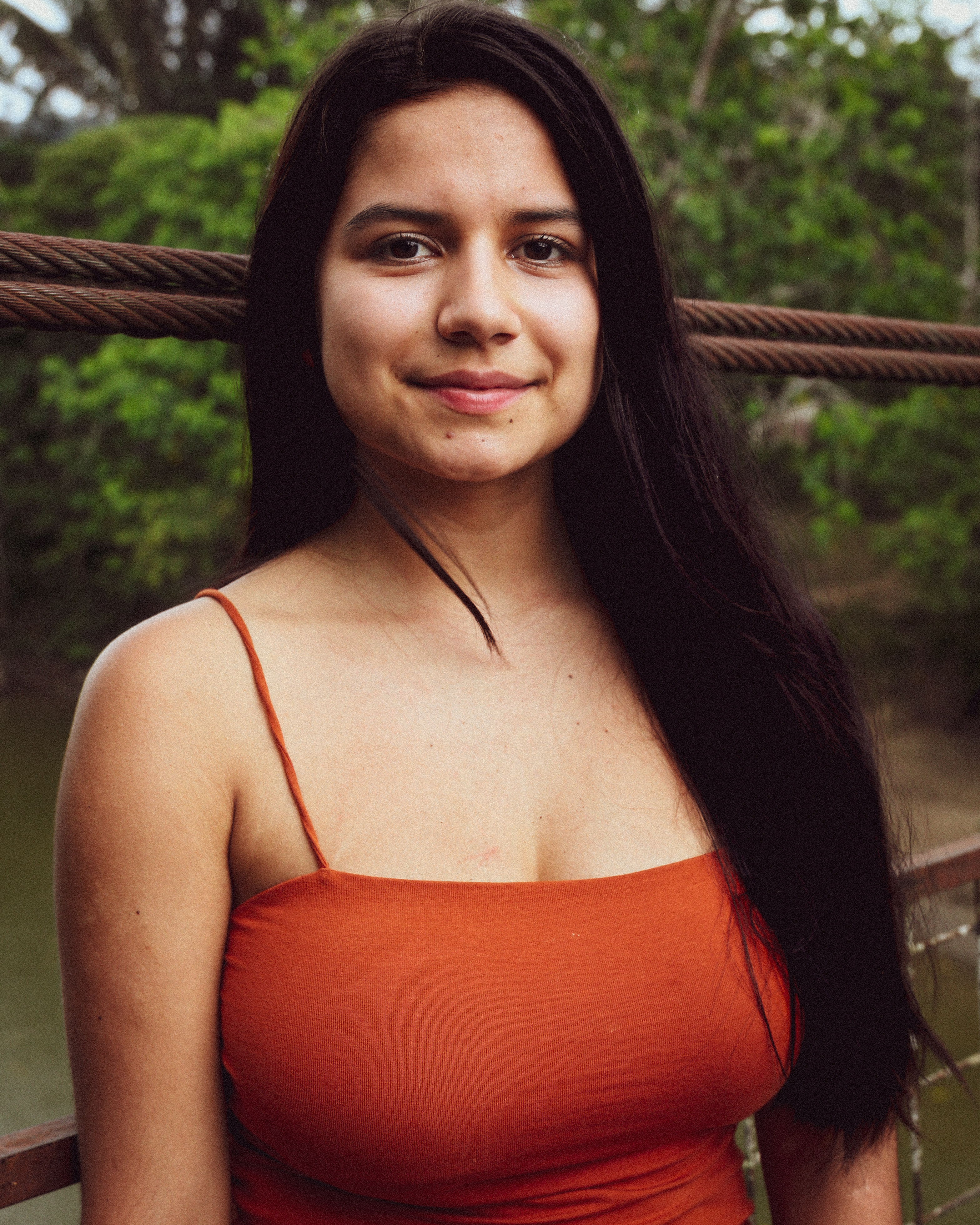
Helena Gualinga en Sarayacu, Amazonía de Ecuador, en 2020.

El 9 de diciembre de 2019, tuvo una intervención en la cumbre sobre el cambio climático COP25 en Madrid, España, donde resaltó el problema de las pretroleras que intervienen en los territorios indígenas y manifestó: "Los Gobiernos de nuestro país siguen concesionando nuestros territorios sin nuestro consentimiento a la industria extractiva que está creando el cambio climático. Esto debería ser criminal". Además dijo sentirse descepcionada de los líderes mundiales que no discuten las cosas que son importantes para el pueblo indígena que acudió a la cumbre y criticó al Gobierno de Ecuador, quienes aún no responden al mandato que mujeres amazónicas le dieron el año pasado luego de cinco días de protestas en la capital, pero sin embargo acuden a estos espacios para hablar de como supuestamente protegen la Amazonía.